# Ектор Берлиоз
Луи-Ектóр Берлиоз (на френски: Louis-Hector Berlioz) е френски композитор, диригент, музикален критик и теоретик, един от значимите представители на Романтизма. Най-известен с композициите „Фантастична симфония“ („Symphonie fantastique“, 1830) и „Реквием“ („Requiem“, 1837), той оказва и значително влияние върху по-късната оркестрална музика със своя теоретичен труд „Голям трактат за съвременната инструментация и оркестрация“ („Grand traité d’instrumentation et d’orchestration modernes“, 1844). Автор е и на около 50 песни.
Берлиоз създава програмно-романтичната симфонична музика, въвежда лайтмотива (idée fixe), като характеризира герои, образи, събития в произведението, обогатява изразните и звукоизобразителните възможности на оркестъра чрез нови похвати в оркестрацията и въвеждане на нови музикални инструменти. Той става известен и с използването на огромни оркестри за своите произведения, като на няколко концерта дирижира оркестри от повече от хиляда музиканти.
Влиянието на Ектор Берлиоз е ключово за по-нататъшното развитие на Романтизма и е особено значимо при композитори като Рихард Вагнер, Николай Римски-Корсаков, Ференц Лист, Рихард Щраус, Густав Малер. През 60-те и 70-те години на 20 век музиката на Берлиоз е отново популяризирана, най-вече с усилията на британския диригент Колин Дейвис, който записва всички негови произведения.

## Биография

### Произход и образование
Ектор Берлиоз е роден на 11 декември 1803 г. в градчето Кот Сент Андре край Гренобъл. Баща му, Луи-Жозеф Берлиоз, е уважаван местен лекар и лично полага грижи за образованието на сина си. Докато бащата е атеист с либерални възгледи, майката на Берлиоз, Мари-Антоанет, е религиозна католичка. Семейството има шест деца, но освен Ектор само две момичета доживяват до зряла възраст – Нанси и Адел, които остават близки с Берлиоз през целия им живот.
За разлика от други известни композитори на епохата, Берлиоз не е дете чудо. Никой в семейството му не се занимава с музика и той започва да учи флейта едва на 12 години; по това време прави и първите си малки композиции и аранжименти. Разубеден от баща си, той така и не се научава да свири на пиано, особеност, която самият той по-късно определя като едновременно полезна и вредна. В същото време Берлиоз се научава да свири добре на китара, флажолет и флейта. Хармония изучава самостоятелно от учебници, без да е получил формално образование в тази област. Повечето от ранните му композиции са романси и камерни пиеси.
Едва 12-годишен, според неговите „Мемоари“, Берлиоз за пръв път преживява увлечение по жена, негова 18-годишна съседка на име Естел Дюбьоф. Още от ранна възраст той проявява склонност към романтизма – любовни увлечения, възхищение от романтичната литература, силно вълнение пред откъси от Вергилий, Шекспир и Бетховен.
През март 1821 година Ектор Берлиоз завършва средно училище в Гренобъл. През октомври, осемнадесетгодишен, заминава за Париж, за да учи медицина. Той не проявява особен интерес към тази наука, а по-късно, след като присъства на дисекцията на човешко тяло, започва да се отнася към нея със силно отвращение. От друга страна в Париж той получава достъп до богатия културен живот на града. За пръв път посещава Парижката опера при представление на „Ифигения в Таврида“ от Кристоф Глук, композитор, който става негов любимец, наред с Лудвиг ван Бетховен.
Берлиоз започва да посещава редовно библиотеката на Парижката консерватория, търсейки партитури на оперите на Глук и преписвайки части от тях. В своите „Мемоари“ той описва първата си среща с Луиджи Керубини, по това време музикален директор на Консерваторията, който иска да го изгони от библиотеката, тъй като не е студент там. През този период Берлиоз чува и две опери от Гаспаре Спонтини, с когото се сприятелява и по-късно подкрепя в критическата си дейност.
Въпреки несъгласието на родителите си Берлиоз постъпва в консерваторията. Баща му го лишава от издръжка, но и това не може да го накара да промени решението си. Той учи при видния на времето си френски композитор Жан-Франсоа Льо Сюйор, който го окуражава да се посвети на композирането. Още като студент Берлиоз започва активна творческа дейност. През 1823 година публикува първата си статия – писмо до списанието „Корсер“, в което защитава операта на Спонтини „Весталката“. По това време той вече е написал няколко композиции, сред които изгубените днес „Естел и Неморен“ („Estelle et Némorin“) и „Преминаването на Червено море“ („Le passage de la mer Rouge“). Второто произведение убеждава Льо Сюйор да приеме Берлиоз като един от своите частни ученици. На 24-годишна възраст Берлиоз вече е автор на няколко големи произведения като „Смъртта на Офелия“, увертюрите „Веверлей“, „Тайният съд“ и др.

### Известност
През 1828 г. Берлиоз завършва първия вариант на едно от най-значителните си произведения – „Фантастична симфония“. През 1830 г. спечелва стипендия, която му позволява да живее три години в Италия. Учи композиция и хармония във вила Ди Медичи. През този период се сприятелява с Николо Паганини, Ференц Лист и други представители на романтичната традиция. По-късно поддържа дружески отношения и с Йожен Дьолакроа, Теофил Готие, Рихард Вагнер.
В Италия написва редица нови големи произведения, между които симфонията по сюжет на Байрон „Харолд в Италия“, „Лелио или възвръщане към живота“, увертюрата „Крал Лир“ и др.

## Творчество
- „Фантастична симфония“ – симфония – 1830 г.;
- „Харолд в Италия“ – симфония по Джордж Байрон – 1834 г.;
- „Ромео и Жулиета“ – симфония с пеене по Уилям Шекспир – 1839 г.;
- „Погребална и триумфална симфония“ – симфония за духов оркестър в чест на десетата годишнина от Юлската революция – 1940 г.;
- „Проклятието на Фауст“ – опера оратория по Йохан Волфганг фон Гьоте – 1846 г.;
- „Реквием“ – 1837 г.;
- „Бенвенуто Челини“ – опера – 1838 г.;
- „Троянци“ – дилогия по Вергилий – 1855 – 58 г. и др.
- „Беатриче и Бенедикт“ – опера – 1862 г.